# Un crime au Paradis
Un crime au Paradis ('Een misdaad in het Paradijs') is een Franse dramafilm uit 2001 onder regie van Jean Becker. De film is gebaseerd op film La Poison van Sacha Guitry.

## Verhaal
Joseph "Jojo" Braconnier is een zachtaardige geitenfokker. Hij is getrouwd met Lucienne "Lulu", een dronkaard en de eigenaresse van "Paradis", een kleine afgelegen boerderij op het platteland nabij Lyon. Lulu pest Jojo door de melkemmers van zijn geiten te doorboren, de banden van zijn camionette lek te steken en hem te doen geloven dat ze in de soep geürineerd heeft. Jojo heeft de sympathie van de dorpsbewoners die zich bewust zijn van zijn helse leven, en vindt rust in de zorg voor zijn geiten en zijn passie voor filatelie. Lulu droomt van Jacky Lévêque, een fysiotherapeut die ze tijdens een ziekenhuisopname heeft ontmoet.
Op een dag verbrandt Lulu, dronken zoals elke avond, Jojo's postzegelalbum. Jojo raadpleegt een beroemde advocaat die bekend staat om vrijspraak van moordenaars. Jojo beweert het misdrijf al te hebben gepleegd en bereidt met de advocaat een ideale verdediging voor. Ondertussen is Lulu ook vastbesloten om haar man te vermoorden en koopt bij een apotheek Taupicide-gif. Ze zegt mollen in haar tuin te willen doden, maar wekt toch de argwaan van de apotheker.
Als Jojo 's avonds terugkeert naar het Paradijs, wordt hij opnieuw geconfronteerd met de kwaadaardigheid van zijn vrouw. Hij is nog steeds bedroefd door de vernietiging van zijn postzegelverzameling, en beledigt haar. Lulu grijpt een mes en rent op haar man af, die de klap afweert en haar doodt. Hij brengt volgens het advies van de advocaat zijn verdediging in orde en geeft zich vervolgens over aan de autoriteiten. De rechtszaak wordt een verbale strijd tussen Jojo's advocaat en een wraakzuchtige aanklager die Jojo wil laten veroordelen tot de doodstraf. Jojo wekt de sympathie van de voorzittende rechter, die zelf een postzegelverzamelaar is, en wordt veroordeeld tot een relatief lichte gevangenisstraf van vier jaar, waarvan een jaar voorwaardelijk. Nadat hij zijn straf heeft uitgezeten keert Jojo terug naar het dorp, waar hij wordt verwelkomd door zijn vrienden, buren en zijn oude schoolmeesteres.

## Rolverdeling
| Acteur              | Personage                    |
| ------------------- | ---------------------------- |
| Jacques Villeret    | Jojo Braconnier              |
| Josiane Balasko     | Lulu Braconnier              |
| André Dussollier    | advocaat Jacquard            |
| Suzanne Flon        | de 'maîtresse'               |
| Gérard Hernandez    | Jacky                        |
| Roland Magdane      | café-eigenaar                |
| Valérie Mairesse    | Magali                       |
| Jacques Dacqmine    | voorzittende rechter Laborde |
| Dominique Lavanant  | mlle Goudilleux, apothekeres |
| Jean Dell           | rechter Frégard              |
| Daniel Prévost      | advocaat Miramont            |
| Jean-Michel Martial | Jacky Lévêque                |